# Carl Traugott Queisser
Carl Traugott Queisser, född den 11 januari 1800 i Döben, död den 12 juni 1846 i Leipzig, var en tysk basunvirtuos.

## Biografi
Carl Traugott Queisser föddes 1800 i Döben. Queisser ägde färdighet på alla brukliga instrument. Han valdes 1830 till direktör för Leipzigs kommunalgardes båda musikkårer. Queisser deltog i bildandet och ledningen av konsertföreningen Euterpe. Han avled 1846.